# امانوئل لانگلو
امانوئل لانگلو (انگلیسی: Emmanuel Longelo؛ زادهٔ ۲۷ دسامبر ۲۰۰۰) بازیکن فوتبال اهل بریتانیا است.